# 江铃晶马
江西江铃集团晶马汽车有限公司（英語：JMCG Jingma Motor Co., Ltd.，简称：江铃晶马、JMMC）是江铃汽车集团有限公司控股子公司、七大整车企业之一。公司前身是成立于1958年的原江西消防车辆制造厂（南昌汽车厂），主要生产福尊、天鹿、福顺及福智四大系列产品。公司主营客车、公共汽车、校车、运输车、消防车。

## 历史
- 1958年成立江西消防车辆制造厂(第一名称)南昌汽车厂(第二名称)[1]
- 1979年公司化[2]
- 2011年6月经江铃汽车集团公司重组成立江西消防车辆制造有限公司，11月更名江西江铃集团晶马汽车有限公司。[3][4]